# Danh sách tiểu hành tinh: 6001–6100
| Tên                   | Tên đầu tiên | Ngày phát hiện       | Nơi phát hiện           | Người phát hiện                                        |
| --------------------- | ------------ | -------------------- | ----------------------- | ------------------------------------------------------ |
| 6001 Thales           | 1988 CP2     | 11 tháng 2 năm 1988  | La Silla                | E. W. Elst                                             |
| 6002                  | 1988 RO      | 8 tháng 9 năm 1988   | Đài thiên văn Brorfelde | P. Jensen                                              |
| 6003                  | 1988 VO1     | 2 tháng 11 năm 1988  | Kushiro                 | S. Ueda, H. Kaneda                                     |
| 6004                  | 1988 XY1     | 11 tháng 12 năm 1988 | Kushiro                 | S. Ueda, H. Kaneda                                     |
| 6005                  | 1989 BD      | 29 tháng 1 năm 1989  | Kushiro                 | S. Ueda, H. Kaneda                                     |
| 6006 Anaximandros     | 1989 GB4     | 3 tháng 4 năm 1989   | La Silla                | E. W. Elst                                             |
| 6007 Billevans        | 1990 BE2     | 28 tháng 1 năm 1990  | Kushiro                 | S. Ueda, H. Kaneda                                     |
| 6008                  | 1990 BF2     | 30 tháng 1 năm 1990  | Kushiro                 | S. Ueda, H. Kaneda                                     |
| 6009                  | 1990 FQ1     | 24 tháng 3 năm 1990  | Palomar                 | E. F. Helin                                            |
| 6010 Lyzenga          | 1990 OE      | 19 tháng 7 năm 1990  | Palomar                 | E. F. Helin                                            |
| 6011 Tozzi            | 1990 QU5     | 29 tháng 8 năm 1990  | Palomar                 | H. E. Holt                                             |
| 6012                  | 1990 SK4     | 22 tháng 9 năm 1990  | Siding Spring           | R. H. McNaught                                         |
| 6013 Andanike         | 1991 OZ      | 18 tháng 7 năm 1991  | Palomar                 | H. E. Holt                                             |
| 6014 Chribrenmark     | 1991 PO10    | 7 tháng 8 năm 1991   | Palomar                 | H. E. Holt                                             |
| 6015 Paularego        | 1991 PR10    | 7 tháng 8 năm 1991   | Palomar                 | H. E. Holt                                             |
| 6016                  | 1991 PA11    | 7 tháng 8 năm 1991   | Palomar                 | H. E. Holt                                             |
| 6017                  | 1991 PY11    | 7 tháng 8 năm 1991   | Palomar                 | H. E. Holt                                             |
| 6018                  | 1991 PS16    | 7 tháng 8 năm 1991   | Palomar                 | H. E. Holt                                             |
| 6019                  | 1991 RO6     | 3 tháng 9 năm 1991   | Siding Spring           | R. H. McNaught                                         |
| 6020 Miyamoto         | 1991 SL1     | 30 tháng 9 năm 1991  | Kitami                  | K. Endate, K. Watanabe                                 |
| 6021                  | 1991 TM      | 1 tháng 10 năm 1991  | Siding Spring           | R. H. McNaught                                         |
| 6022 Jyuro            | 1992 UB4     | 16 tháng 10 năm 1992 | Kitami                  | K. Endate, K. Watanabe                                 |
| 6023 Tsuyashima       | 1992 UQ4     | 16 tháng 10 năm 1992 | Kitami                  | K. Endate, K. Watanabe                                 |
| 6024 Ochanomizu       | 1992 UT4     | 27 tháng 10 năm 1992 | Dynic                   | A. Sugie                                               |
| 6025 Naotosato        | 1992 YA3     | 30 tháng 12 năm 1992 | Oohira                  | T. Urata                                               |
| 6026 Xenophanes       | 1993 BA8     | 23 tháng 1 năm 1993  | La Silla                | E. W. Elst                                             |
| 6027                  | 1993 SS2     | 23 tháng 9 năm 1993  | Siding Spring           | G. J. Garradd                                          |
| 6028                  | 1994 ER1     | 11 tháng 3 năm 1994  | Kushiro                 | S. Ueda, H. Kaneda                                     |
| 6029 Edithrand        | 1948 AG      | 14 tháng 1 năm 1948  | Mount Hamilton          | E. Wirtanen                                            |
| 6030 Zolensky         | 1981 EG36    | 7 tháng 3 năm 1981   | Siding Spring           | S. J. Bus                                              |
| 6031 Ryokan           | 1982 BQ4     | 26 tháng 1 năm 1982  | Kiso                    | H. Kosai, K. Hurukawa                                  |
| 6032 Nobel            | 1983 PY      | 4 tháng 8 năm 1983   | Nauchnij                | L. G. Karachkina                                       |
| 6033                  | 1984 SQ4     | 24 tháng 9 năm 1984  | La Silla                | H. Debehogne                                           |
| 6034                  | 1987 JA      | 5 tháng 5 năm 1987   | Lake Tekapo             | A. C. Gilmore, P. M. Kilmartin                         |
| 6035                  | 1987 OR      | 27 tháng 7 năm 1987  | Haute Provence          | E. W. Elst                                             |
| 6036 Weinberg         | 1988 CV3     | 13 tháng 2 năm 1988  | La Silla                | E. W. Elst                                             |
| 6037                  | 1988 EG      | 12 tháng 3 năm 1988  | Palomar                 | J. Alu                                                 |
| 6038                  | 1989 EQ      | 4 tháng 3 năm 1989   | Siding Spring           | R. H. McNaught                                         |
| 6039 Parmenides       | 1989 RS      | 3 tháng 9 năm 1989   | Haute Provence          | E. W. Elst                                             |
| 6040                  | 1990 DK3     | 24 tháng 2 năm 1990  | La Silla                | H. Debehogne                                           |
| 6041 Juterkilian      | 1990 KL      | 21 tháng 5 năm 1990  | Palomar                 | E. F. Helin                                            |
| 6042 Cheshirecat      | 1990 WW2     | 23 tháng 11 năm 1990 | Yakiimo                 | A. Natori, T. Urata                                    |
| 6043 Aurochs          | 1991 RK2     | 9 tháng 9 năm 1991   | Kiyosato                | S. Otomo                                               |
| 6044 Hammer-Purgstall | 1991 RW4     | 13 tháng 9 năm 1991  | Tautenburg Observatory  | L. D. Schmadel, F. Börngen                             |
| 6045                  | 1991 RG9     | 11 tháng 9 năm 1991  | Palomar                 | H. E. Holt                                             |
| 6046                  | 1991 RF14    | 13 tháng 9 năm 1991  | Palomar                 | H. E. Holt                                             |
| 6047                  | 1991 TB1     | 10 tháng 10 năm 1991 | Palomar                 | P. Rose                                                |
| 6048                  | 1991 UC1     | 18 tháng 10 năm 1991 | Kushiro                 | S. Ueda, H. Kaneda                                     |
| 6049 Toda             | 1991 VP      | 2 tháng 11 năm 1991  | Kitami                  | A. Takahashi, K. Watanabe                              |
| 6050 Miwablock        | 1992 AE      | 10 tháng 1 năm 1992  | Kitt Peak               | Spacewatch                                             |
| 6051 Anaximenes       | 1992 BX1     | 30 tháng 1 năm 1992  | La Silla                | E. W. Elst                                             |
| 6052 Junichi          | 1992 CE1     | 9 tháng 2 năm 1992   | Kitami                  | K. Endate, K. Watanabe                                 |
| 6053                  | 1993 BW3     | 30 tháng 1 năm 1993  | Siding Spring           | R. H. McNaught                                         |
| 6054 Ghiberti         | 4019 P-L     | 24 tháng 9 năm 1960  | Palomar                 | C. J. van Houten, I. van Houten-Groeneveld, T. Gehrels |
| 6055 Brunelleschi     | 2158 T-3     | 16 tháng 10 năm 1977 | Palomar                 | C. J. van Houten, I. van Houten-Groeneveld, T. Gehrels |
| 6056 Donatello        | 2318 T-3     | 16 tháng 10 năm 1977 | Palomar                 | C. J. van Houten, I. van Houten-Groeneveld, T. Gehrels |
| 6057 Robbia           | 5182 T-3     | 16 tháng 10 năm 1977 | Palomar                 | C. J. van Houten, I. van Houten-Groeneveld, T. Gehrels |
| 6058                  | 1978 VL5     | 7 tháng 11 năm 1978  | Palomar                 | E. F. Helin, S. J. Bus                                 |
| 6059                  | 1979 TA      | 11 tháng 10 năm 1979 | Kleť                    | Z. Vávrová                                             |
| 6060 Doudleby         | 1980 DX      | 19 tháng 2 năm 1980  | Kleť                    | A. Mrkos                                               |
| 6061                  | 1981 SQ2     | 20 tháng 9 năm 1981  | La Silla                | H. Debehogne                                           |
| 6062 Vespa            | 1983 JQ      | 6 tháng 5 năm 1983   | Anderson Mesa           | N. G. Thomas                                           |
| 6063 Jason            | 1984 KB      | 27 tháng 5 năm 1984  | Palomar                 | C. S. Shoemaker, E. M. Shoemaker                       |
| 6064 Holašovice       | 1987 HE1     | 23 tháng 4 năm 1987  | Kleť                    | A. Mrkos                                               |
| 6065                  | 1987 OC      | 27 tháng 7 năm 1987  | Palomar                 | E. F. Helin, R. S. Dunbar                              |
| 6066 Hendricks        | 1987 SZ3     | 16 tháng 9 năm 1987  | Anderson Mesa           | E. Bowell                                              |
| 6067                  | 1990 QR11    | 28 tháng 8 năm 1990  | Kleť                    | Z. Vávrová                                             |
| 6068 Brandenburg      | 1990 TJ2     | 10 tháng 10 năm 1990 | Tautenburg Observatory  | F. Börngen, L. D. Schmadel                             |
| 6069 Cevolani         | 1991 PW17    | 8 tháng 8 năm 1991   | Palomar                 | H. E. Holt                                             |
| 6070 Rheinland        | 1991 XO1     | 10 tháng 12 năm 1991 | Tautenburg Observatory  | F. Börngen                                             |
| 6071 Sakitama         | 1992 AS1     | 4 tháng 1 năm 1992   | Okutama                 | T. Hioki, S. Hayakawa                                  |
| 6072 Hooghoudt        | 1280 T-1     | 25 tháng 3 năm 1971  | Palomar                 | C. J. van Houten, I. van Houten-Groeneveld, T. Gehrels |
| 6073                  | 1939 UB      | 18 tháng 10 năm 1939 | Turku                   | Y. Väisälä                                             |
| 6074 Bechtereva       | 1968 QE      | 24 tháng 8 năm 1968  | Nauchnij                | T. M. Smirnova                                         |
| 6075 Zajtsev          | 1976 GH2     | 1 tháng 4 năm 1976   | Nauchnij                | N. S. Chernykh                                         |
| 6076 Plavec           | 1980 CR      | 14 tháng 2 năm 1980  | Kleť                    | L. Brožek                                              |
| 6077 Messner          | 1980 TM      | 3 tháng 10 năm 1980  | Kleť                    | Z. Vávrová                                             |
| 6078 Burt             | 1980 TC5     | 10 tháng 10 năm 1980 | Palomar                 | C. S. Shoemaker                                        |
| 6079 Gerokurat        | 1981 DG3     | 28 tháng 2 năm 1981  | Siding Spring           | S. J. Bus                                              |
| 6080 Lugmair          | 1981 EY26    | 2 tháng 3 năm 1981   | Siding Spring           | S. J. Bus                                              |
| 6081 Cloutis          | 1981 EE35    | 2 tháng 3 năm 1981   | Siding Spring           | S. J. Bus                                              |
| 6082 Timiryazev       | 1982 UH8     | 21 tháng 10 năm 1982 | Nauchnij                | L. V. Zhuravleva                                       |
| 6083 Janeirabloom     | 1984 SQ2     | 25 tháng 9 năm 1984  | Anderson Mesa           | B. A. Skiff                                            |
| 6084 Bascom           | 1985 CT      | 12 tháng 2 năm 1985  | Palomar                 | C. S. Shoemaker, E. M. Shoemaker                       |
| 6085 Fraethi          | 1987 SN3     | 25 tháng 9 năm 1987  | Đài thiên văn Brorfelde | P. Jensen                                              |
| 6086                  | 1987 VU      | 15 tháng 11 năm 1987 | Kleť                    | Z. Vávrová                                             |
| 6087 Lupo             | 1988 FK      | 19 tháng 3 năm 1988  | Palomar                 | C. S. Shoemaker, E. M. Shoemaker                       |
| 6088 Hoshigakubo      | 1988 UH      | 18 tháng 10 năm 1988 | Geisei                  | T. Seki                                                |
| 6089 Izumi            | 1989 AF1     | 5 tháng 1 năm 1989   | Ayashi Station          | M. Koishikawa                                          |
| 6090                  | 1989 DJ      | 27 tháng 2 năm 1989  | La Silla                | H. Debehogne                                           |
| 6091 Mitsuru          | 1990 DA1     | 28 tháng 2 năm 1990  | Kitami                  | K. Endate, K. Watanabe                                 |
| 6092 Johnmason        | 1990 MN      | 27 tháng 6 năm 1990  | Palomar                 | E. F. Helin                                            |
| 6093 Makoto           | 1990 QP5     | 30 tháng 8 năm 1990  | Kitami                  | K. Endate, K. Watanabe                                 |
| 6094 Hisako           | 1990 VQ1     | 10 tháng 11 năm 1990 | Okutama                 | T. Hioki, S. Hayakawa                                  |
| 6095                  | 1991 UU      | 18 tháng 10 năm 1991 | Kushiro                 | S. Ueda, H. Kaneda                                     |
| 6096                  | 1991 UB2     | 29 tháng 10 năm 1991 | Kushiro                 | S. Ueda, H. Kaneda                                     |
| 6097 Koishikawa       | 1991 UK2     | 29 tháng 10 năm 1991 | Kitami                  | K. Endate, K. Watanabe                                 |
| 6098 Mutojunkyu       | 1991 UW3     | 31 tháng 10 năm 1991 | Kushiro                 | M. Matsuyama, K. Watanabe                              |
| 6099 Saarland         | 1991 UH4     | 30 tháng 10 năm 1991 | Tautenburg Observatory  | F. Börngen                                             |
| 6100 Kunitomoikkansai | 1991 VK4     | 9 tháng 11 năm 1991  | Dynic                   | A. Sugie                                               |